# Jacob Tremblay
Jacob Tremblay (Vancouver, 5 ottobre 2006) è un attore canadese.
Nel 2015 all'età di otto anni stupisce critica e pubblico interpretando Jack Newsome nel film drammatico Room, con il quale si aggiudica un Critics' Choice Award al miglior giovane interprete e ottiene una candidatura agli Screen Actors Guild Award come miglior attore non protagonista cinematografico.
Successivamente ha recitato nel film drammatico Wonder (2017), che gli è valso un'ulteriore candidatura al Critics Choice Awards. Ha inoltre doppiato il protagonista del film d'animazione Pixar Animation Studios Luca (2021).

## Biografia
Tremblay è nato a Vancouver ed è cresciuto nella vicina città di Langley.

### Carriera
Nel 2013 Tremblay ha fatto il suo debutto cinematografico interpretando uno dei ruoli principali nel film live action I Puffi 2, al fianco di Neil Patrick Harris, che interpretava suo padre. Nello stesso anno, inoltre, ha recitato piccole parti nelle serie televisive Motive e Professor Young.
Nel 2015 è stato il co-protagonista, al fianco di Brie Larson, del dramma Room, film vincitore del People's Choice Award al Toronto International Film Festival e candidato a quattro Premi Oscar nel 2016. Room è l'adattamento cinematografico del romanzo Stanza, letto, armadio, specchio della scrittrice Emma Donoghue. La sua interpretazione è stata molto elogiata dalla critica, tanto da fargli conquistare numerose candidature per importanti premi cinematografici a soli 9 anni. Tra i più importanti, Tremblay è stato nominato come miglior attore non protagonista agli Screen Actors Guild Awards 2016, ha vinto il premio come miglior rivelazione ai National Board of Review Awards 2015, quello come miglior giovane interprete agli 21ª edizione dei Critics' Choice Awards e il Breakthrough Performance Award ai Satellite Awards 2016.
Nel febbraio 2016 è stato uno degli ospiti dell'88ª edizione della Notte degli Oscar, annunciando, insieme ad Abraham Attah, il vincitore dell'Oscar al miglior cortometraggio. Dopo essere apparso nella parodia Funny or Die presenta: L'arte di fare affari di Donald Trump - Il film, film per la televisione con protagonista Johnny Depp, nel 2016 è stato il protagonista dell'horror Somnia. L'anno dopo recita in Wonder, film diretto da Stephen Chbosky, interpretando il ruolo del protagonista August "Auggie" Pullman, un ragazzino affetto dalla sindrome di Treacher Collins. Nel 2018 interpreta Rory McKenna, il figlio del protagonista nel film The Predator, diretto da Shane Black. 
Nel 2021 presta la voce al protagonista Luca Paguro nel film d'animazione di grande successo di Disney Pixar Luca e nel 2022 presta la voce al piccolo protagonista del film d'animazione Il drago di mio padre.

## Vita privata
Suo padre Jason Tremblay è un detective della polizia, sua madre Cristina Candia Tremblay una casalinga. Secondo di due figli, sua sorella Emma Tremblay è anch'essa un'attrice.

## Filmografia

### Attore

#### Cinema
- I Puffi 2 (The Smurfs 2), regia di Raja Gosnell (2013)
- Extraterrestrial, regia di Colin Minihan (2014) - non accreditato[12]
- Room, regia di Lenny Abrahamson (2015)
- Somnia (Before I Wake), regia di Mike Flanagan (2016)
- Burn Your Maps, regia di Jordan Roberts (2016)
- Shut In, regia di Farren Blackburn (2016)
- Il libro di Henry (The Book of Henry), regia di Colin Trevorrow (2017)
- Wonder, regia di Stephen Chbosky (2017)
- The Predator, regia di Shane Black (2018)
- La mia vita con John F. Donovan (The Death and Life of John F. Donovan), regia di Xavier Dolan (2018)
- Good Boys - Quei cattivi ragazzi (Good Boys), regia di Gene Stupnitsky (2019)
- Cold Copy, regia di Roxine Helberg (2023)
- The Life of Chuck, regia di Mike Flanagan (2024)

#### Televisione
- Motive - serie TV, episodio 1x08 (2013)
- Professor Young (Mr. Young) - serie TV, episodio 3x27 (2013)
- My Mother's Future Husband, regia di George Erschbamer - film TV (2014)
- Santa's Little Ferrets, regia di Alison Parker - film TV (2014)
- Funny or Die presenta: L'arte di fare affari di Donald Trump - Il film, regia di Jeremy Konner - film TV (2016)
- The Last Man on Earth - serie TV, episodio 2x11 (2016)
- The Twilight Zone - serie TV, episodio 1x05 (2019)

#### Cortometraggi
- The Magic Ferret, regia di Alison Parker (2013)
- Take Flight - The New York Times, regia di Daniel Askill (2014)
- Gord's Brother, regia di Jeremy Lutter (2015)
- NKPC: New Kid Placement Committee, regia di Carly Stone (2018)

#### Videoclip
- Lonely - Justin Bieber feat. Benny Blanco (2020)

### Doppiatore
- American Dad! - serie TV, 2 episodi (2015-2017)
- I Griffin (Family Guy) - serie TV, episodio 15x10 (2017)
- Pete il gatto (Pete the Cat) - serie TV, 41 episodi (2017-2022)
- Animals - serie TV, 1 episodio (2018)
- Pete the Cat: A Very Groovy Christmas, regia di Van Partible e Bernie Petterson - film TV (2020)
- Noi siamo qui: dritte per vivere sul pianeta terra (Here We Are: Notes for Living on Planet Earth), regia di Philip Hunt - cortometraggio (2020)
- Luca, regia di Enrico Casarosa (2021)
- Ciao Alberto, regia di McKenna Harris - cortometraggio (2021)
- Harley Quinn - serie TV, 3 episodi (2019-2022)
- Il drago di mio padre (My Father's Dragon), regia di Nora Twomey (2022)
- La sirenetta (The Little Mermaid), regia di Rob Marshall (2023)
- Orion e il Buio (Orion and the Dark), regia di Sean Charmatz (2024)

## Riconoscimenti
- 2015 – National Board of Review Awards
  - Miglior rivelazione per Room
- 2015 – Austin Film Critics Association[13][14]
  - Miglior artista emergente per Room
  - Candidatura come Miglior attore per Room
- 2015 – Chicago Film Critics Association Awards[15]
  - Artista più promettente per Room
- 2015 – Detroit Film Critic Society[16]
  - Candidatura come Miglior attore non protagonista per Room
  - Candidatura come Miglior artista emergente per Room
- 2015 – Florida Film Critics Circle Awards[17]
  - Candidatura al Pauline Kael Breakout Award per Room
- 2015 – Indiana Film Journalists Association[18]
  - Miglior attore per Room
- 2015 – Las Vegas Film Critics Society Awards[19]
  - Miglior giovane attore per Room
- 2015 – Nevada Film Critics Society[20]
  - Miglior giovane interpretazione per Room
- 2015 – Phoenix Film Critics Society Awards[21]
  - Miglior interpretazione di un giovane attore per Room
  - Candidatura alla Miglior interpretazione di un attore emergente per Room
- 2015 – San Diego Film Critics Society Awards[22]
  - Miglior artista emergente per Room
  - Candidatura come Miglior attore per Room
- 2015 – Washington DC Area Film Critics Association Awards[23]
  - Miglior interpretazione giovane per Room
- 2015 – Women Film Critics Circle Awards[24]
  - Miglior coppia cinematografica con Brie Larson per Room

- 2016 – Critics' Choice Movie Awards
  - Miglior giovane interprete per Room
- 2016 – Screen Actors Guild Awards
  - Candidatura come Miglior attore non protagonista per Room
- 2016 – Central Ohio Film Critics Association Awards[25]
  - Candidatura come Miglior attore per Room
  - Candidatura come Miglior artista emergente per Room
- 2016 – Gay and Lesbian Entertainment Critics Association[26]
  - Candidatura al "We're Wilde About You" Rising Star Award per Room
- 2016 – Georgia Film Critics Association[27]
  - Candidatura come Miglior attore non protagonista per Room
  - Candidatura come Miglior artista emergente per Room
- 2016 – Santa Barbara International Film Festival[28]
  - Virtuoso Award per Room
- 2016 – Vancouver Film Critics Circle[29]
  - Candidatura come Miglior attore in un film canadese per Room
- 2016 – Canadian Screen Awards[30]
  - Candidatura come Miglior attore protagonista per Room
- 2016 – Satellite Award
  - Breakthrough Performance Award per Room
- 2016 – Empire Awards[31]
  - Candidatura al Miglior debutto maschile per Room
- 2016 – Young Artist Award[32]
  - Candidatura come Miglior giovane attore protagonista in un film (10 anni o meno) per Room

## Doppiatori italiani
Nelle versioni in italiano delle opere in cui ha recitato, Jacob Tremblay è stato doppiato da:
- Luca Tesei in Room, Shut In, Il libro di Henry
- Giulio Bartolomei in Somnia, The Last Man on Earth
- Gabriele Meoni in Wonder, Good Boys - Quei cattivi ragazzi
- Emanuele Suarez in I Puffi 2
- Lorenzo Virgili in The Predator
- Alessandro Carloni in La mia vita con John F. Donovan
- Valeriano Corini in Doctor Sleep

Da doppiatore è sostituito da:
- Ciro Clarizio in La sirenetta, Orion e il Buio
- Alberto Vannini in Luca
- Gabriele Piancatelli in Il drago di mio padre